# Ruellia foetida
Ruellia foetida là một loài thực vật có hoa trong họ Ô rô. Loài này được Willd. miêu tả khoa học đầu tiên năm 1809.